# Katéna
A katéna exegetikai műfaj, a szó jelentése: ’lánc, bilincs’. A dogmatikus és az aszketikus irodalomban használatos florilégiumok megfelelője. 
A katénák születése az 5. századra tehető, legrégebbi ismert katéna-szerződ a gázai Prokopiosz (kb. 475-538). Az elnevezés Aquinói Szent Tamás Glossa continuata címmel írt, majd 1484-ben Catena Aurea címen megjelent művére vezethető vissza.
A katénák (görögül: szeira) szerzője a teljes vagy bibliai szövegrészek mellé illesztette magyarázatait, amelyeket korábban készült kommentárokból idézett, a szentírás szövegeit egy, vagy akár több szerző magyarázataival egészítették ki. A magyarázatok tömege miatt később ezeket kivonatolni kellett, így a katénákból katénái jöttek létre.
A katénák értéke abban rejlik, hogy sok, mára már elveszett munkából őriztek meg részleteket, így napjainkig is kutatják őket. A katénák létrejöttét elősegítette a Trullói Zsinat határozata is 692-ben, amely megtiltotta új szentíráskommentárok készítését. Nyugat-Európában a középkor folyamán lett kedvelt műfaj.